# A.S.K. M.E.
ASKME là một bộ ba nữ đến từ Chicago, Illinois. Các thành viên bao gồm April Allen, Sheree Hicks và Kera Trotter (ASK, đề cập đến chữ cái đầu tiên của họ trong tên đầu tiên của họ; các ME đề cập đến Moving Everybody).

## I'll Always Be Around
Năm 1995, bộ ba hợp tác với C&C Music Factory để thu âm "I'll Always Be Around" với Vic Black. Bài hát đã giành vị trí số một trên bảng xếp hạng Billboard Hot Dance Music/Club Play.